# 大麦芒伤布坎南氏菌
大麦芒伤布坎南氏菌（学名：Buchananella hordeovulneris）也称受损大麦放线菌或大麦伤口放线菌，是布坎南氏菌属的下属物种。此物种是一种革兰氏阳性、微需氧且嗜温的杆状细菌。它首次于狗的感染中分离出来，是一种动物病原体。